# Foynøya
Foynøya ist eine zum norwegischen Spitzbergenarchipel gehörende Insel vor der Nordküste Nordostlands. Namensgeber ist der norwegische Walfangunternehmer Svend Foyn, der die Harpunenkanone einführte.

## Geographie
Foynøya ist die größte einer Gruppe aus vier kleinen Inseln nordnordöstlich von Kap Bruun. Die anderen sind Brochøya, drei Kilometer westlich, sowie Draugen und Schübelerøya, fünf bzw. sieben Kilometer südwestlich. Foynøya ist von sichelartiger Gestalt, bis zu 80 m hoch und in Nord-Süd-Richtung 2,5 km lang. Die Oberfläche der Insel wird von steilen Felsklippen und groben Steinblöcken beherrscht, es gibt aber auch schmale Strände.

## Geschichte

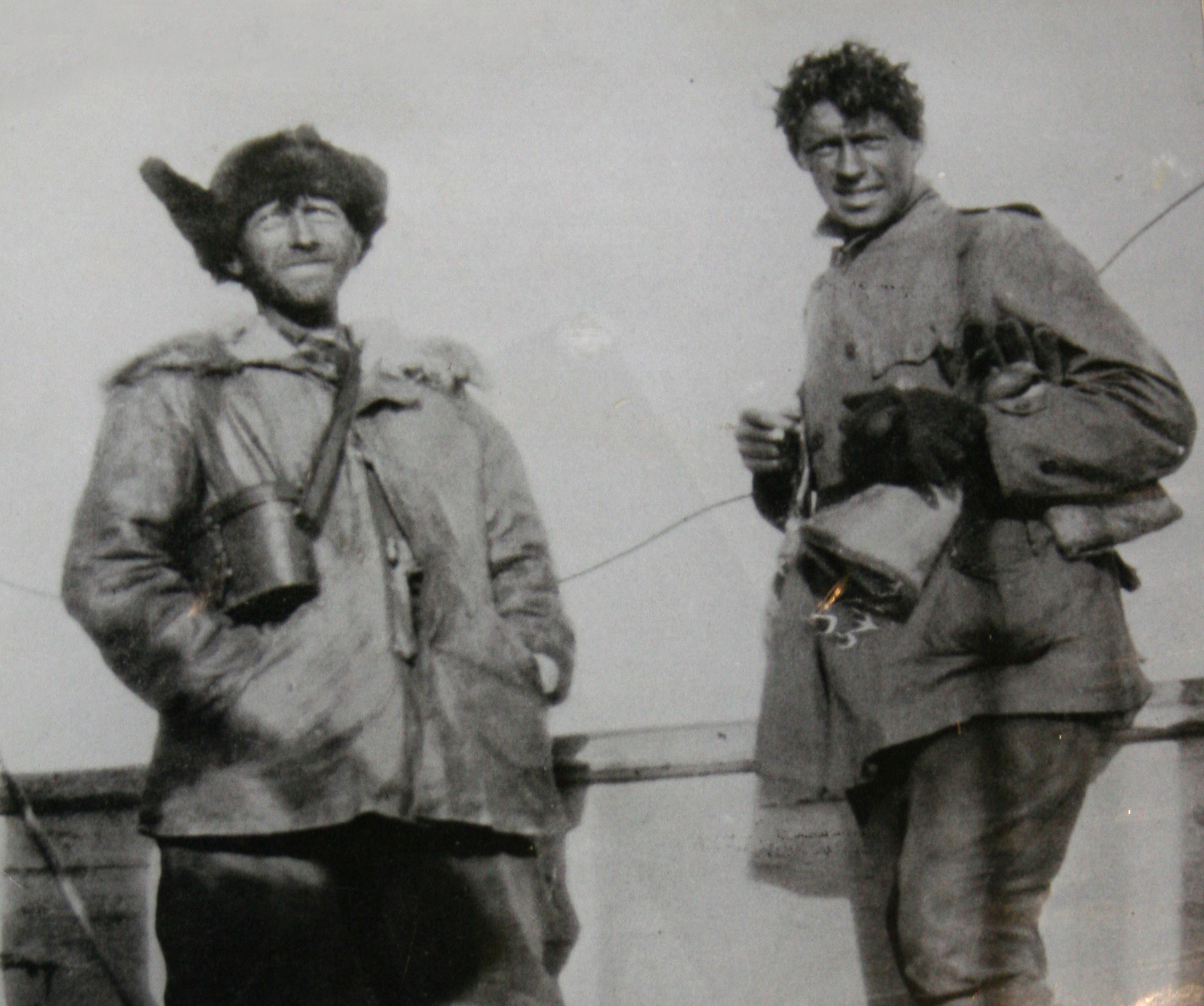
Gennaro Sora und Sjef van Dongen

Im Mai 1928 havarierte das Luftschiff Italia auf der Rückfahrt vom Nordpol. Umberto Nobile und acht seiner Gefährten blieben auf dem driftenden Eis zurück. Als sie am 20. Juni vom Flugzeug aus entdeckt wurden, befanden sie sich wenige Kilometer nordöstlich von Foynøya. Zwei Teilnehmer einer Rettungsexpedition, der italienische Hauptmann Gennaro Sora (1892–1949) und sein niederländischer Hundeschlittenführer Sjef van Dongen (1906–1973), strandeten im Juli 1928 auf der Insel. Sie waren am 18. Juni vom Nordkap der Insel Chermsideøya aufgebrochen und über Scorsbyøya, Kap Platen und Kap Bruun bis nach Foynøya vorgedrungen, wo sie am 4. Juli angelangt waren. Hier waren ihnen Proviant und Hundefutter ausgegangen, so dass sie selbst in Not gerieten. Am Vormittag des 12. Juli 1928 wurden sie vom sowjetischen Eisbrecher Krasin entdeckt und schon am Abend von zwei schwedischen Wasserflugzeugen aufgenommen. Die internationale Rettungsaktion wurde später im Hörspiel SOS … rao rao … Foyn thematisiert, dessen Titel auch den Namen der Insel Foynøya enthält.

## Natur
Seit 1973 gehört Foynøya zum Nordost-Svalbard-Naturreservat. Auf der Insel brüten Papageitaucher und Gryllteisten.